# Another World (MINMIの曲)
『Another World』（アナザーワールド）は、MINMIの3枚目のシングル。2003年9月17日にビクターエンタテインメントよりリリースされた。

## 概要
前作より9ヶ月ぶりとなるシングル。表題曲はSUZUKI『ワゴンR』のイメージソングに使用。
2003年11月7日に8曲入りの12インチシングルレコードが発売。
2022年2月現在3番目に売れたシングル。

## ミュージック・ビデオ
監督は三好大輔。

## 収録曲
1. Another World
2. HAPPY SONG